# Mount Vista
Mount Vista az Amerikai Egyesült Államok északnyugati részén, Washington állam Clark megyéjében elhelyezkedő statisztikai település. A 2010. évi népszámlálási adatok alapján 7850 lakosa van.

## Népesség
A település népességének változása:
| Lakosok száma | 5770 | 7850 | 10 051 |
|               | 2000 | 2010 | 2020   |